# Петър Дивановски
Петър Илчев Дивановски (1869 – 1929) е български учител и общественик в Орхание, дн. Ботевград.

## Биография
Петър Дивановски произхожда от орханийски род на учители и общественици, между които са Петър Илчев, Димитър Панчев (учител и основоположник на модерното пчеларство в България), Стефан Илчев (езиковед, лексиколог и лексикограф) и др. Петър Дивановски завършва история, география и богословие във висше училище в София през 1892 г. Още през същата година е назначен за директор на Орханийското трикласно смесено училище. Завежда първата летописна книга в историята на учебното дело в Орхание, от която днес се черпят сведения за състава и образованието на учителите, за училищното имущество и благотворителност, а също така и за учебните програми и др.
След построяването на Прогимназията в Орхание в началото на ХХ век Петър Дивановски е дългогодишен неин директор. Под негово ръководство през 1912 се откриват и първите гимназиални паралелки. След отделянето на гимназията като самостоятелно учебно заведение, през 1918 г., той отново е назначен за директор. Съдейства на Петър Ценов за откриване на Орханийската културно-просветна дружба през 1921, която обединява живеещите в София орханийци. Особено го вълнуват събитията, свързани с дейността на Орханийския частен революционен комитет и посещенията на Васил Левски в града, като става инициатор за завършило без успех построяване на негов паметник в града.
Петър Дивановски умира на 69-годишна възраст през 1929, като траурната церемония е събитие от общоградски характер.